# 关于确保乌克兰语发挥国语作用法
《关于确保乌克兰语发挥国语作用法》（羅馬化："Pro zabezpechennia funktsionuvannia ukrainskoi movy yak derzhavnoi"），于2019年4月25日在乌克兰最高拉达通过，并于同年7月16日正式生效。该法以278票赞成，38票反对，25票弃权通过。该法由时任乌克兰议长安德烈·帕鲁比和时任乌克兰总统彼得·波罗申科签字。

## 背景
《关于确保乌克兰语发挥国语作用法》通过前，乌克兰语的国家地位由《国家语言政策原则》规定。經過廣場革命以及由俄羅斯支持的武裝勢力奪取烏克蘭東部頓巴斯部份地區以后，推翻《国家语言政策原则》的呼声高涨，但时任议长以“需要先行起草新法”为由拒绝签署决定推翻《国家语言政策原则》的文件。随后《国家语言政策原则》被宣布违宪，为取而代之，《关于确保乌克兰语发挥国语作用法》草案与2018年秋通过一读辩论。

## 设立机构
《关于确保乌克兰语发挥国语作用法》规定设立以下机构：
- 国家语言保护专员：监督法律遵守情况。该官员可以就违法行为提出投诉。专员办公室应在投诉提交后 10 天内对其进行审查和答复。 2019年11月27日，塔蒂亚娜·莫纳霍娃（Tatiana Monakhova）就任国家语言保护专员。
- 国家语言标准国家委员会：制定和批准乌克兰语作为国家语言的标准。

## 内容
《关于确保乌克兰语发挥国语作用法》在公共生活的三十多个领域规定优先使用乌克兰语：特别是在公共行政、媒体、教育、科学、文化、广告、服务领域。但其不规范个人生活交流。 

### 重要规定
“乌克兰语的地位是乌克兰宪法秩序的一部分。”——第一条第三款
“乌克兰语作为乌克兰唯一的官方语言，具有不同种族间互相交流的功能，是国家统一与国家安全的重要因素。”——第一条第八款
“国家为成年人提供免费的乌克兰语课程，为所有乌克兰公民提供掌握乌克兰语的机会。”——第六条第三款
“不得要求任何人在工作和履行雇用合同规定的职责时使用乌克兰语以外的语言，禁止要求其他语言才能获得工作。”——第二十条第一款
“印刷媒体以外文出版时，必须有乌克兰语译版同时出版。”——第二十五条第一款
“在印刷媒体中，乌克兰语部分必须至少占50%。”

“第25条的规定不适用于本地语言的出版物，包括克里米亚鞑靼语，或《基辅邮报》等出版物。”

## 反应与评价
2019年4月25日，本法通过后，数千名市民前往最高拉达门前支持本法。乌克兰总统泽连斯基表示，“如果顿巴斯地区居民对俄语使用有相关要求，未来俄语或将在该地区获得特殊地位。”，并强调，“在乌克兰使用俄语一般没有问题”。
时任俄罗斯国际事务委员会第一副主席德扎巴罗夫认为，本法是“乌克兰民族主义者的狂热行为”，其本质是“针对俄语的大屠杀”和“语言的种族灭绝”。俄罗斯向联合国安理会提议召开会议谴责该法。安理会经投票拒绝了俄罗斯的提议，反对召开会议讨论本法，其中，德国、英国、波兰、法国、美国和比利时投下反对票，印度尼西亚、科特迪瓦、科威特和秘鲁投弃权票，中国、俄罗斯、南非、赤道几内亚和多米尼加共和国投下赞成票。
2022年4月12日，光明日报、央视网等中国媒体刊登文章《美国是极端民族主义病毒的“超级传播者”》，指称美国纵容乌克兰“实施排他性语言文化政策”，并声称本法通过引发了乌克兰东部俄语区的抗议，为2022年俄罗斯入侵乌克兰“埋下种子”。